# Charleville-Mézières
Charleville-Mézières is een stad en gemeente in het noordoosten van Frankrijk. Het is de prefectuur van het departement Ardennes. De stad ligt aan de Maas. De stad heeft een teruglopend aantal inwoners. In 1999 woonden er nog 55.490 mensen; De gemeente telde 45.634 inwoners op 1 januari 2022.
Charleville-Mézières is een dubbelstad, bestaande uit de delen Charleville en Mézières. Mézières is het zuidelijk deel van de stad en Charleville het noordelijk deel.

## Geschiedenis
De gemeente Charleville-Mézières ontstond in 1966 toen de gemeenten Charleville, Étion, Mézières (voormalige prefectuur), Mohon en Montcy-Saint-Pierre, die samen een agglomeratie vormden, werden samengevoegd. In 1965 was de gemeente Le Theux al toegevoegd aan Mézières.

### Mézières
Mézières is de oudste van de twee steden. Het is een voormalige grensstad die in de middeleeuwen ontstond als handelscentrum en evolueerde vanaf de 16e eeuw als vestingstad. In de 19e eeuw kwam er industrie in de Mézières. De stad leed veel schade door opeenvolgende oorlogen.

### Charleville
Charleville werd in 1606 gesticht door Carlo I Gonzaga, die als hertog van Rethel over dit gebied heerste, op de plaats waar toen het dorp Arches stond. De nieuwe stad, genoemd naar de hertog, kreeg een plattegrond met rechte straten en een centraal plein, de Place Ducale. Al snel werd Charleville het nieuwe economische centrum van de Ardennen ten koste van Sedan. In 1688 werd de koninklijke wapenmanufactuur geopend in Charleville. Er vestigden zich verschillende kloosterorden in de stad. In de 19e eeuw kwam er buiten het oude centrum industrie.

## Bezienswaardigheden
Charleville geldt als toeristentrekker, niet alleen vanwege de aanleg en de fraaie gebouwen, ook de aan Arthur Rimbaud herinnerende plaatsen trekken veel 'Rimbaldiens' ofwel Rimbaudfans naar de door deze dichter zo gehate stad.
- De Place Ducale van Charleville vertoont gelijkenissen met de Place des Vosges in Parijs. Het plein is omringd door 17e-eeuwse paviljoenen met arcaden. Tevens staat hier het stadhuis uit 1843.
- Le Vieux Moulin in Charleville, thans Musée Arthur Rimbaud.
- Het marionettentheater met het marionettenuurwerk.
- De basiliek Notre-Dame-d'Espérance van Mézières is gebouwd in een mengeling van gotiek en renaissancestijl. Ze werd opgetrokken tussen 1499 en 1610. De toren is 19e-eeuws.
- Het voormalige stadhuis van Mézières.
- De restanten van de vestingwerken van Mézières met de 16e-eeuwse torens Tour Milard en Tour du Roy.

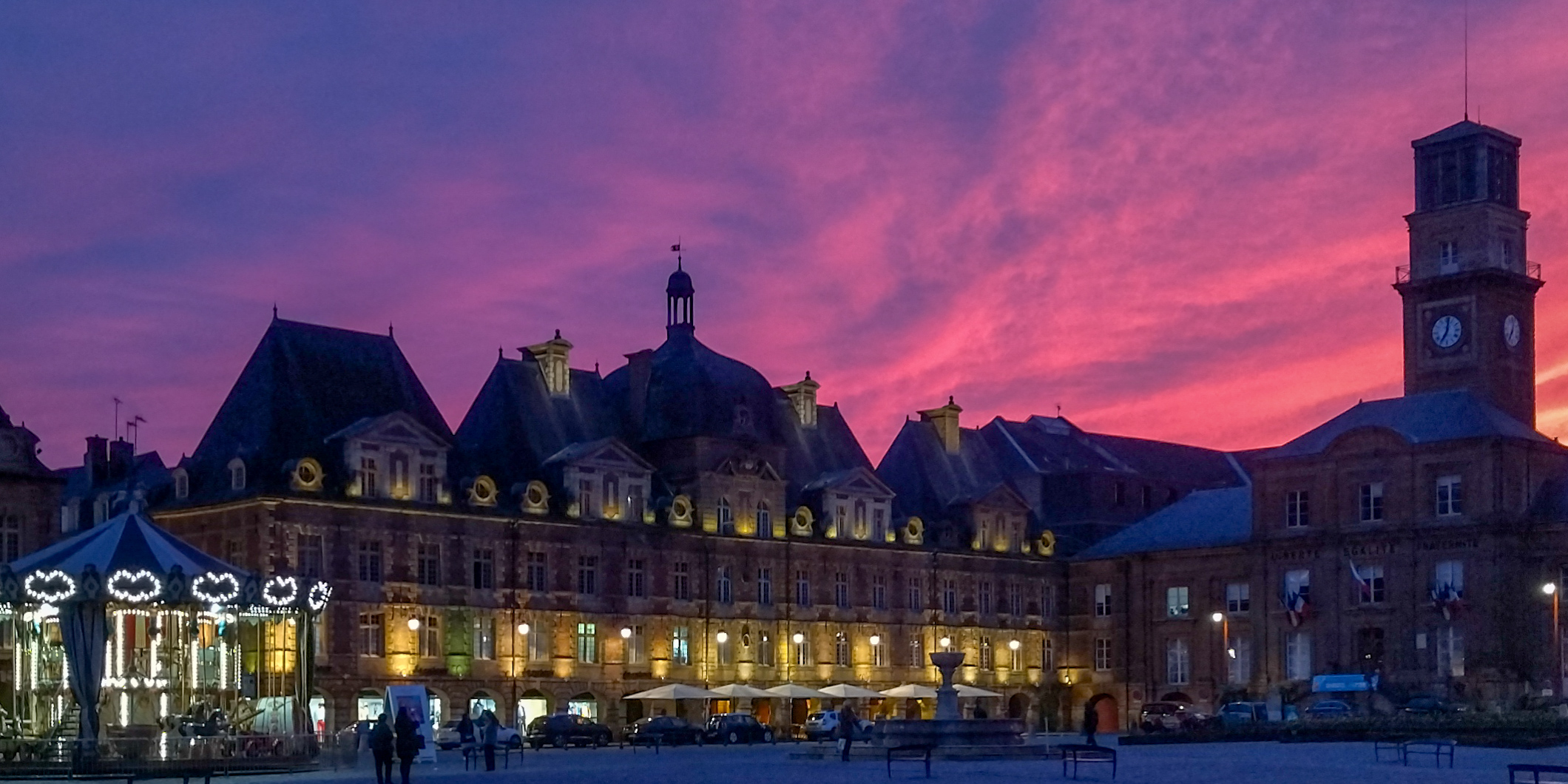
Place Ducale, in Charleville
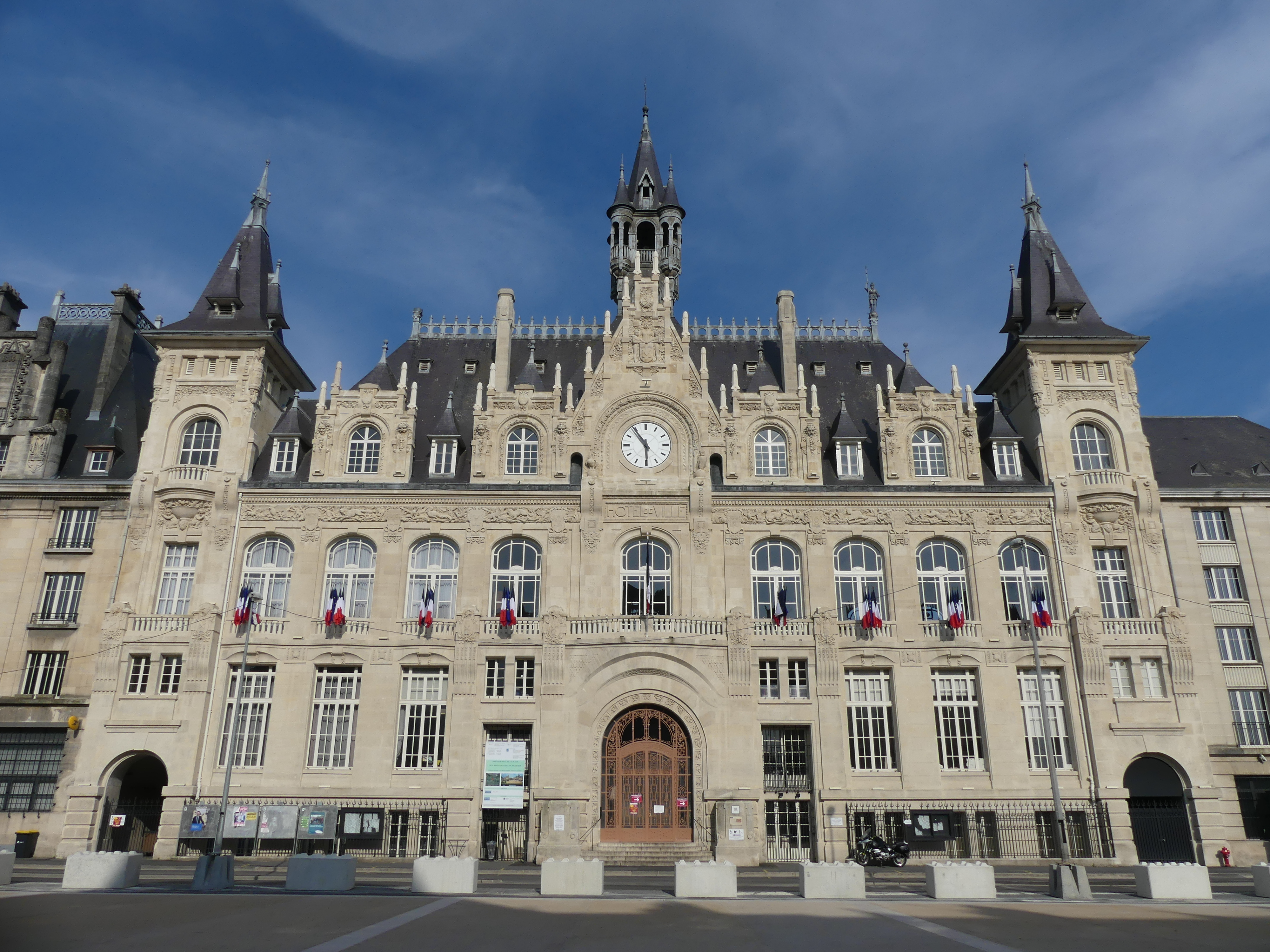
Voormalig stadhuis van Mézières

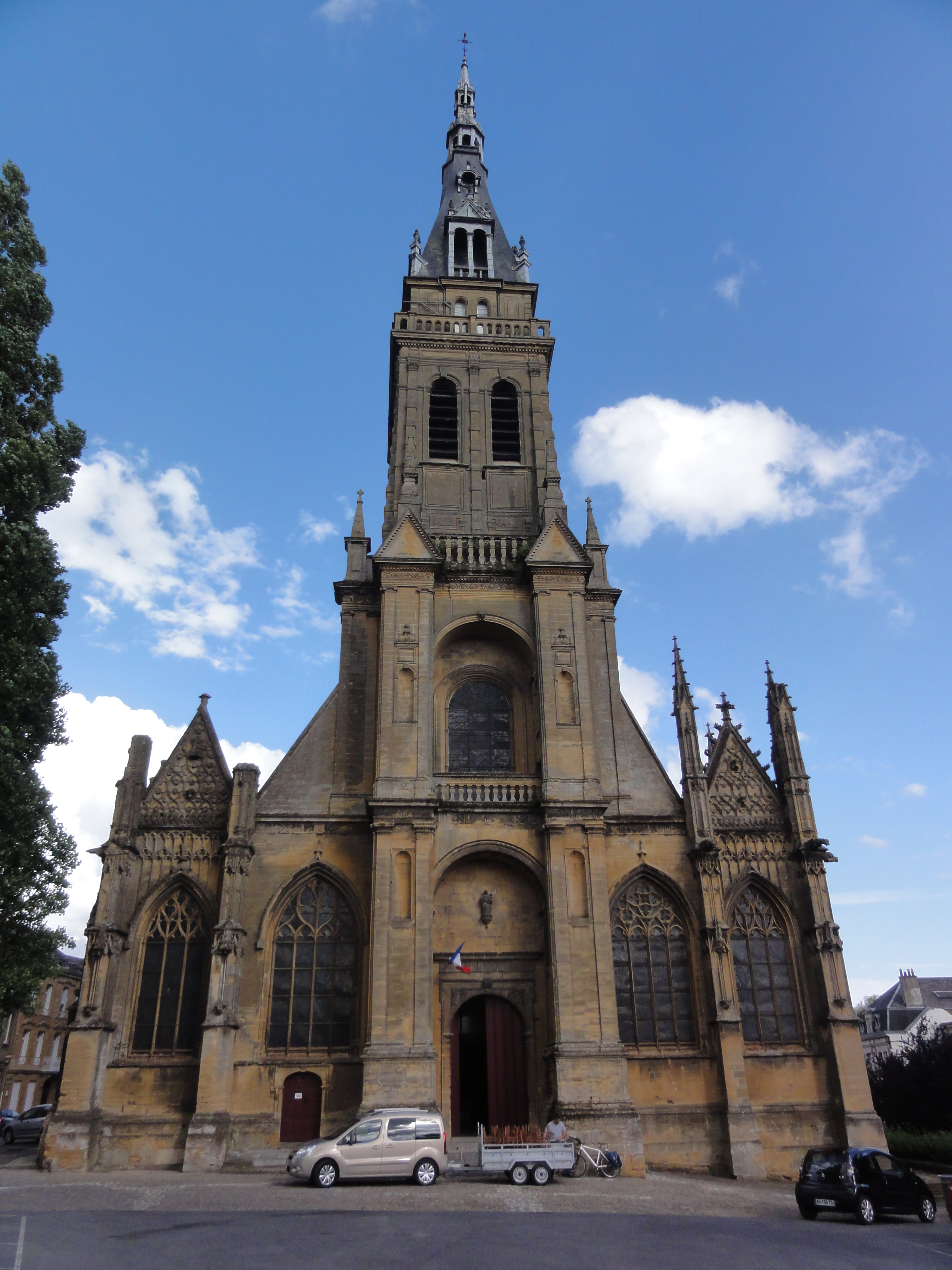
Basiliek Notre-Dame-d'Espérance, in Mézières
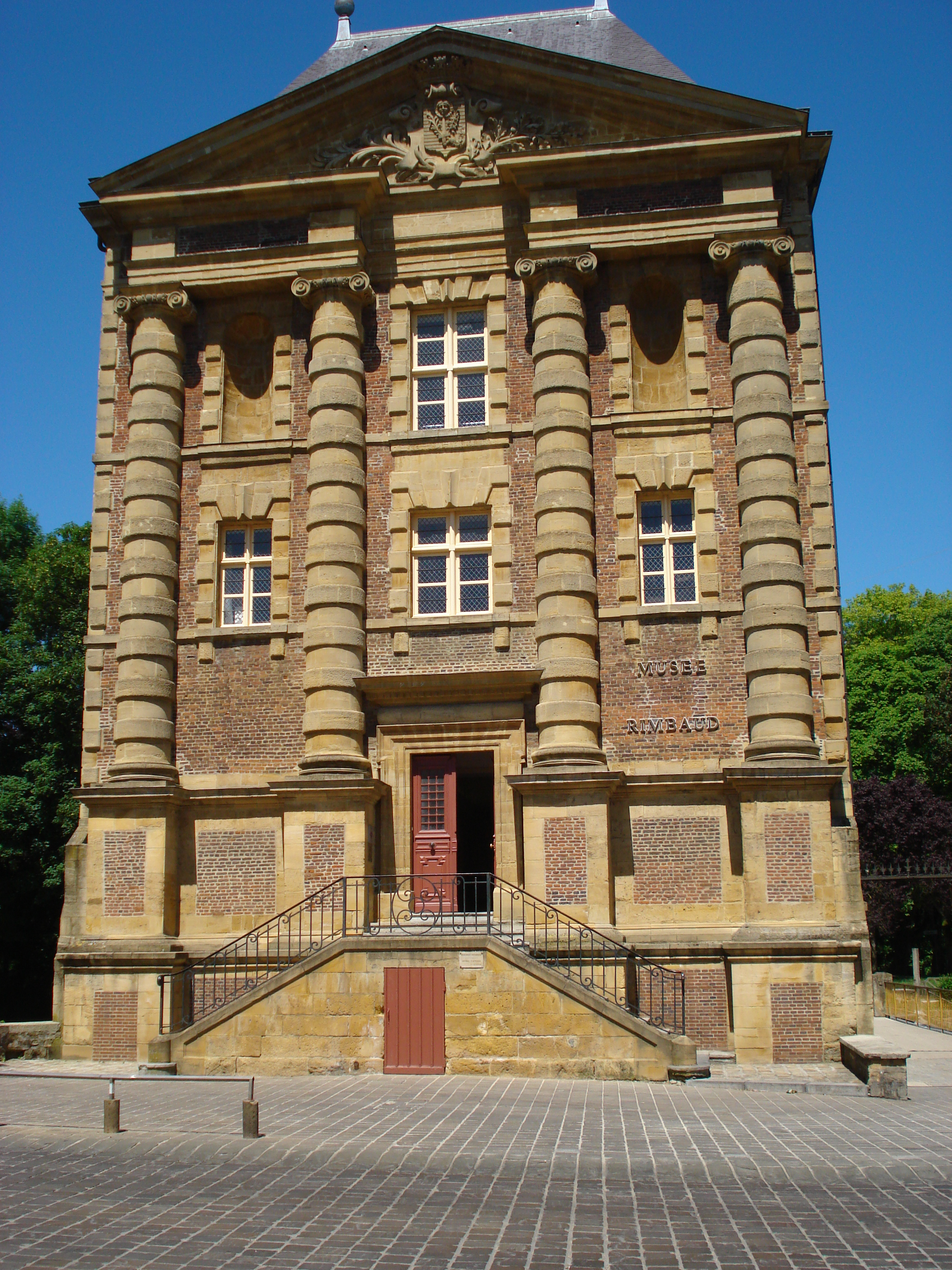
Vieux moulin, Musée Arthur Rimbaud, in Charleville
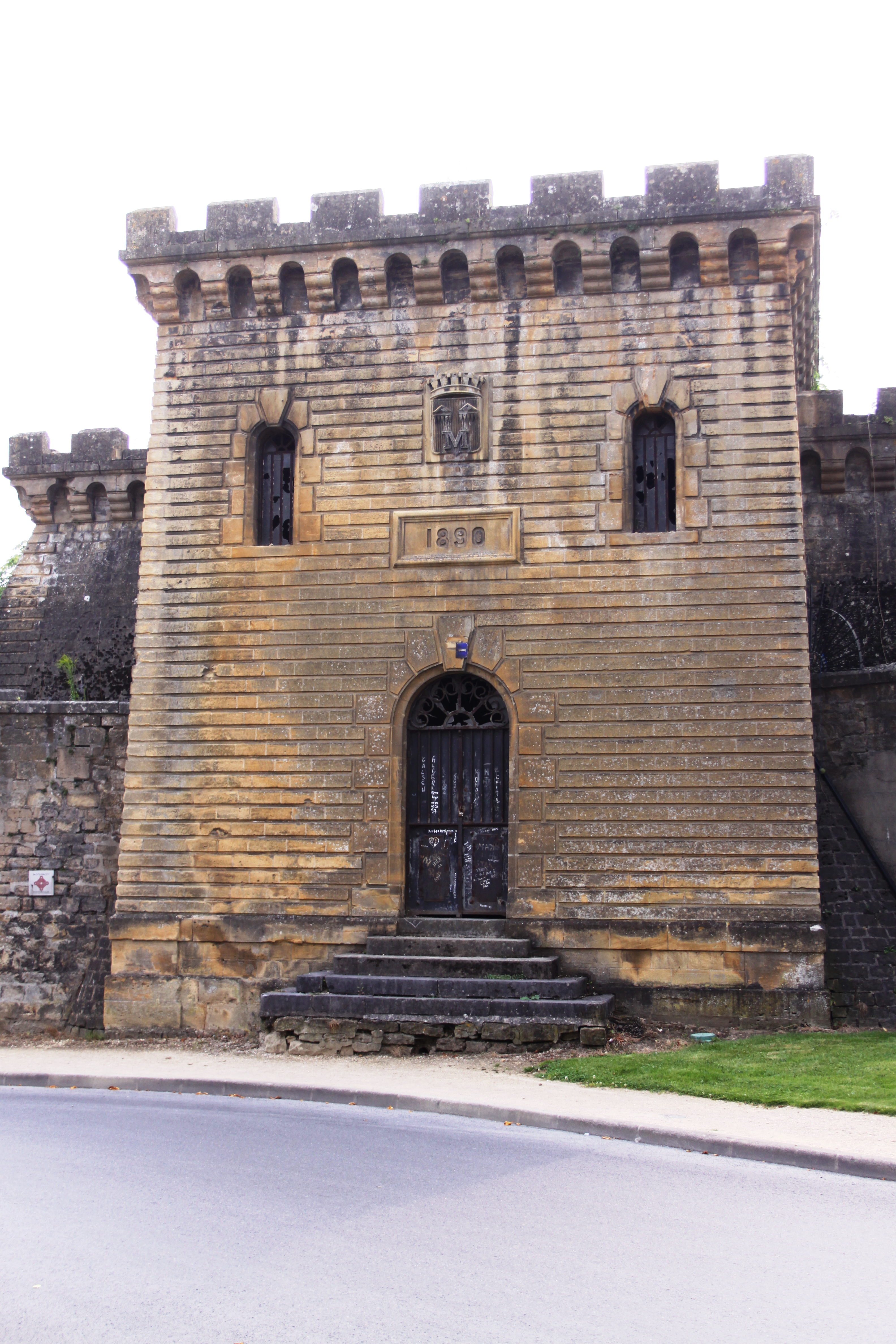
Toren van de koning, onderdeel van de vestingwerken, in Mézières

## Cultuur
Charleville-Mézières is bekend vanwege de marionetten. Om de twee jaar wordt er een marionettenfestival gehouden.

### Arthur Rimbaud
De dichter Arthur Rimbaud (1854-1891) werd geboren in Charleville. In de classicistische oude watermolen aan de Maas is het Musée Arthur Rimbaud gevestigd. Ook in zijn geboortehuis is een museum ingericht, het Maison des Ailleurs.

### Sport
Charleville-Mézières is 14 keer etappeplaats geweest in wielerkoers Ronde van Frankrijk. Dit was voor het eerst het geval in 1927 en voorlopig voor het laatst in 2003. De Italiaan Raffaele Di Paco won als enige twee keer in Charleville-Mézières.

## Geografie
De oppervlakte van Charleville-Mézières bedraagt 31,44 vierkante kilometer; Op 1 januari 2022 was de bevolkingsdichtheid 1.451,5 inwoners per km².

De onderstaande kaart toont de ligging van Charleville-Mézières met de belangrijkste infrastructuur en aangrenzende gemeenten.

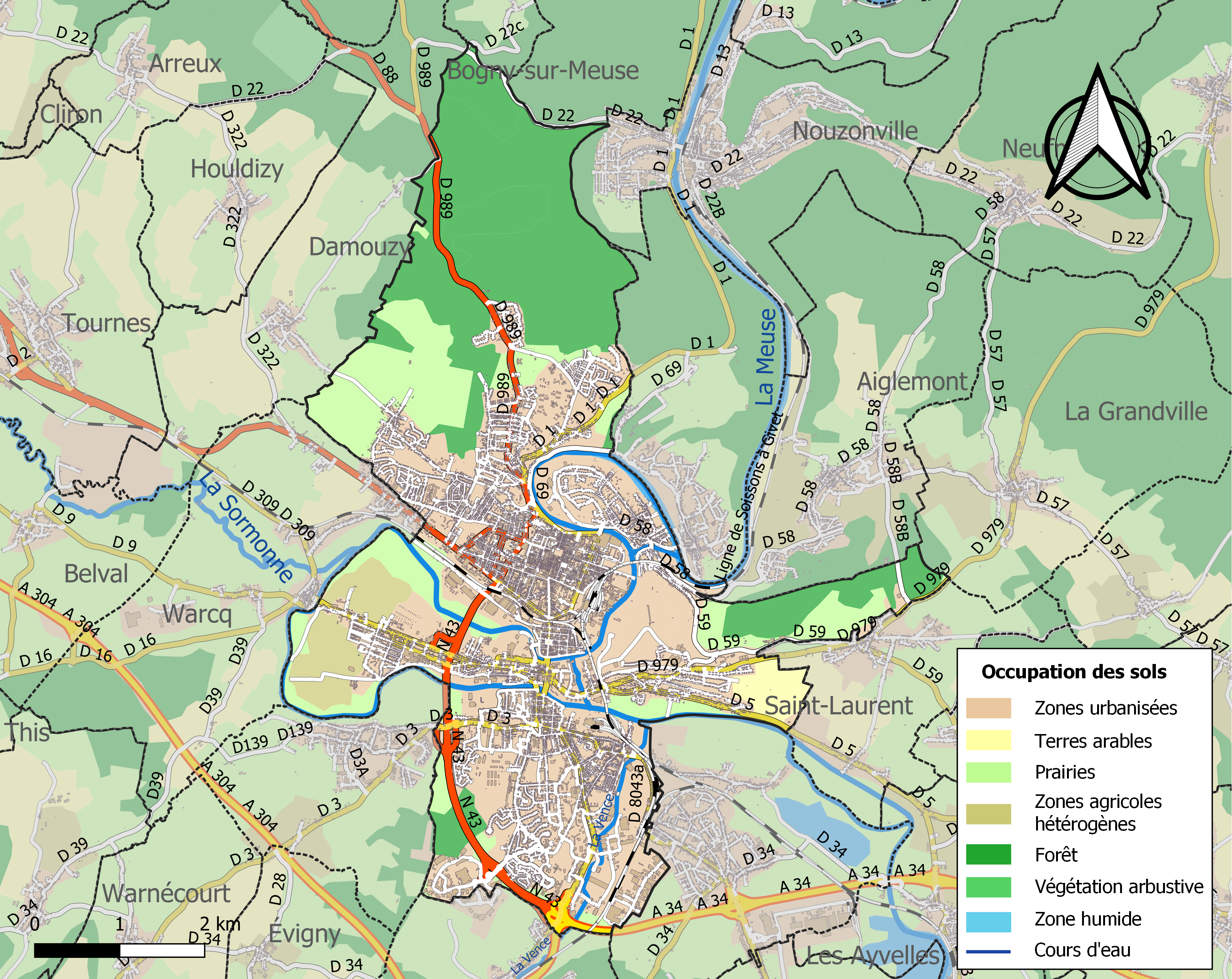

## Demografie
Onderstaande figuur toont het verloop van het inwonertal.
Vanwege een beveiligingsprobleem met de MediaWiki Graph-software is het momenteel niet mogelijk deze grafiek weer te geven. Zodra de software is bijgewerkt zal de grafiek vanzelf weer zichtbaar worden.

## Economie
Het 3e Genieregiment is sinds 1947 gelegerd in Charleville-Mézières.

## Bekende inwoners van Charleville-Mézières

### Geboren
- Arthur Rimbaud (1854-1891), dichter
- Jacques Félix (1923-2006), poppenspeler
- Mario David (1927-1996), acteur
- Alexis Allart (1986), voetballer
- Clément Lhotellerie (1986), wielrenner

### Overleden
- Élizé de Montagnac (1808-1882), industrieel en politicus